# 第32號鋼琴奏鳴曲 (貝多芬)
c小調第32號鋼琴奏嗚曲，作品編號111，是貝多芬的鋼琴奏鳴曲，創作於1821-22年，是他晚期最後三首鋼琴奏鳴曲中的第三首，亦是他一生中最後一首完成的鋼琴奏鳴曲。作品題獻給魯道夫大公，他既是貝多芬的學生，也是他的朋友和贊助人。
這首鋼琴奏嗚曲包含了賦格的元素，同時也採用了很多被應認為是早期浪漫主義音樂的素材，對及後浪漫時期的音樂發展作出了指標性的作用。全曲只有兩個樂章，而第二樂章則與同時期的第30號奏鳴曲一樣，是由主題和變奏所組成的變奏曲，貝多芬稱之為「小詠嘆調」（arietta）。對貝多芬音樂甚有認識的諾貝爾文學獎得主湯瑪斯·曼表示，這首奏鳴曲是貝多芬真正與奏鳴曲式說再見的代表作。
這首奏鳴曲並不如第30號或第31號奏鳴曲般，很快便受到了聽眾的注視，要一直至十九世紀後期時才開始被聽眾接受，而這曲同樣也需要很有想像力的節奏感以及技術上的挑戰性，是一首不容易掌握得好的鋼琴作品。

## 歷史背景

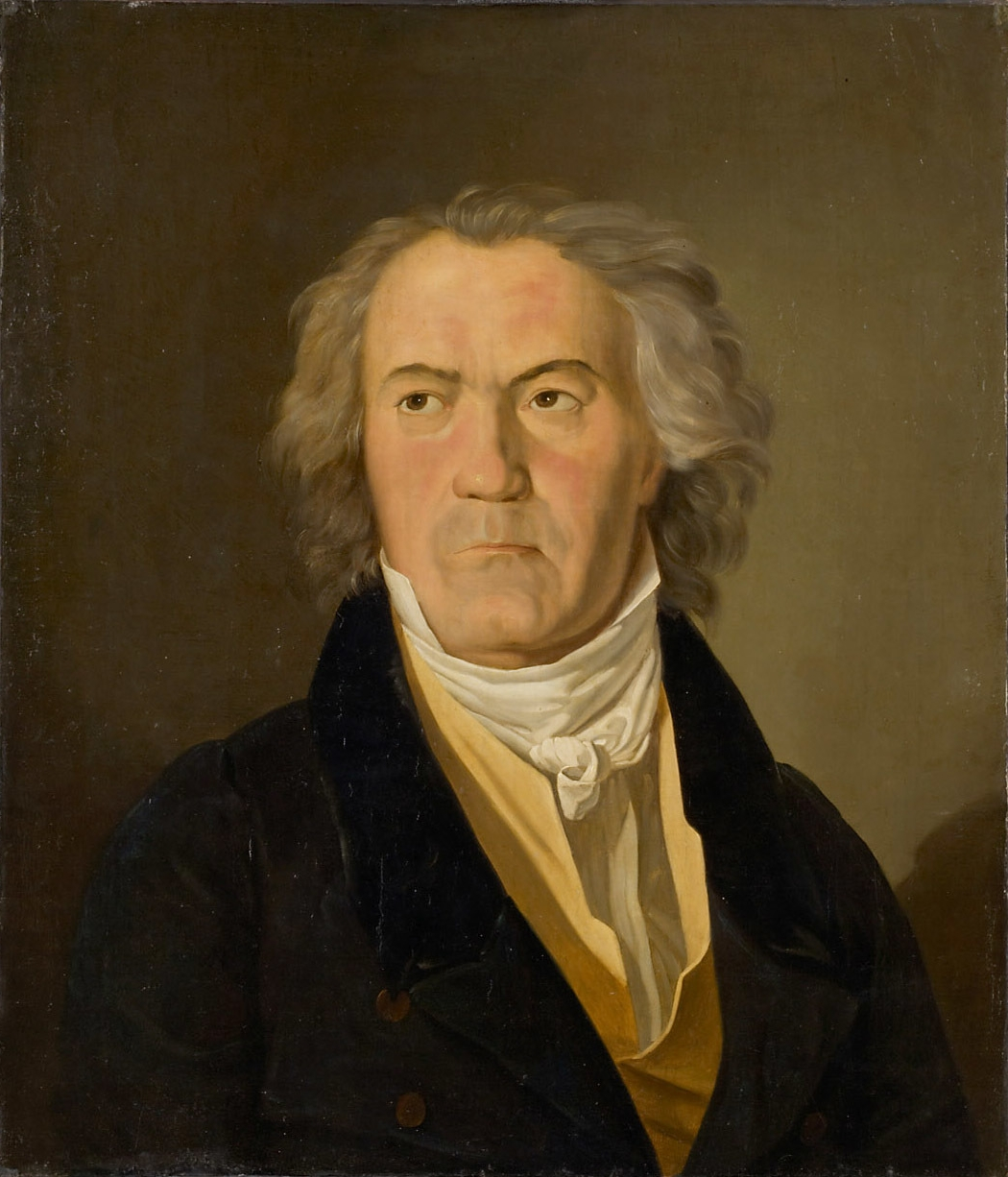
由费迪南德·格奥尔格·瓦尔德米勒所繪畫的貝多芬肖像，1823年。

最初貝多芬打算於1820年的夏季完成一連三首的奏鳴曲，即第30號、第31號及本曲，然而同時間他亦在創作《莊嚴彌撒曲》。本曲的大網早於1819年便已定好，而當中第一樂章中「輝煌及熱情的快板」的第一主題，更可追朔至他於1801-02年間的草稿簿中—大約是相對他創作第2號交響曲的時期 。而從草稿簿中亦可窺見，貝多芬是有打算把它創作成為一個三樂章的奏鳴曲，不過，隨着原第一樂章的主題被用在第13號弦樂四重奏內時，原來預定作為第三樂章的音樂動機，便改為用於本曲的第一樂章內。至於第二樂章的素材，同樣地可以在草稿簿中找到，這亦與貝多芬的原意相近，最終，貝多芬放棄了重寫第三樂章的想法，即變成了現時留傳下來的規模。
雖然這是貝多芬的最後一首鋼琴奏鳴曲，但同時期，他亦完成了迪亞貝利變奏曲、作品119及作品126的兩套音樂小品等的鋼琴獨奏曲。

## 樂曲結構
共分成兩個樂章：
- 第一樂章：莊嚴的（Maestoso）—輝煌及熱情的快板（Allegro con brio ed appassionato），
- 第二樂章：小詠嘆調（Arietta）—十分簡單而如歌地的慢板（Adagio molto semplice e cantabile），
、 
、
 及

第一樂章的演奏時間約為7-10分鐘，第二樂章需時15-20分鐘，第二樂章的演奏時間差不多是第一樂章的兩倍時間。

## 外部連結
- 波恩貝多芬之家有關《第32號鋼琴奏鳴曲》資料 （页面存档备份，存于）（德文）
- 希夫·安德拉斯談論貝多芬的《第32號鋼琴奏鳴曲》 （页面存档备份，存于）（替代連結）
- 貝多芬《第32號鋼琴奏鳴曲》：国际乐谱典藏计划上的乐谱
- 帕福利·江珀潘恩（Paavali Jumppanen）於伊莎貝拉嘉納藝術博物館內的演奏版本
- 贝多芬《第32号钢琴奏鸣曲》创作历程的介绍及对音乐内容的评论（英文）